# 马里乌斯·克塔-基齐加
马里乌斯·克塔-基齐加（羅馬尼亞語：Marius Căta-Chițiga，1960年2月13日—），罗马尼亚男子排球运动员。他曾代表罗马尼亚国家队参加1980年夏季奥林匹克运动会排球比赛，获得一枚铜牌。